# Formica exsecta
Formica exsecta es una especie de hormiga del género Formica, familia Formicidae. Fue descrita científicamente por Nylander en 1846.
Se distribuye por Armenia, China, Kazajistán, Kirguistán, Mongolia, Turquía, Albania, Andorra, Austria, Bielorrusia, Bélgica, Bulgaria, República Checa, Dinamarca, Estonia, Finlandia, Francia, Grecia, Hungría, Italia, Letonia, Liechtenstein, Lituania, Luxemburgo, Macedonia, Moldavia, Países Bajos, Noruega, Polonia, Rumania, Rusia, Eslovaquia, Eslovenia, España, Suecia, Suiza, Ucrania y Reino Unido. Se ha encontrado a elevaciones de hasta 2250 metros. Vive en microhábitats como nidos, montículos y debajo de troncos.